# Crataegus babakhanloui
Crataegus babakhanloui är en rosväxtart som beskrevs av M. Khatamsaz. Crataegus babakhanloui ingår i Hagtornssläktet som ingår i familjen rosväxter. Inga underarter finns listade i Catalogue of Life.